# 威尼斯省
威尼斯省（Provincia di Venezia）是意大利威尼托大区的一个省，首府为威尼斯。面积为2,467 km²，总人口846,962（2011年）。于2017年1月1日被威尼斯廣域市所取代。

## 人口统计
自1871年以来的统计数据显示，威尼斯省的人口从1871年的约341,000居民增加到2011年的近847,000居民。在1981年之前的10年统计期间中，每年都稳步上升（达到838,794居民），此后直到2001年人口下降到809,586人。 最后，从2001年到2011年的十年间，居民人数达到840,913人，增长了4.6％。
2011年，全省平均年龄为44.8岁，高于1981年的35.6岁。2012年，该省共有72,284名外国居民（2006年为44,996人），主要来自罗马尼亚，摩尔多瓦和阿尔巴尼亚，占全国总人口的8.5％。在2012至2013学年，大学招收了23,677名学生，其中61.8％为女性，38.2％为男性。最受欢迎的学习领域是经济学，外语，哲学以及建筑学。

## 经济
旅游业是全省经济的重要组成部分，超过26,000家酒店提供过夜住宿，2012年的旅游过夜住宿总数达3400万（与2011年相比略有下降，但远高于2002年的2900万）。
2010年该省的生产总值为2500万欧元，与2007年相比略有下降。2012年，服务业占经济总量的73％，而工业占19％，建筑业占7％，农业仅占1％。鞋类占全省出口的9.6％，石油产品7.2％，机械类6.7％。